# Rijnflottielje
De Rijnflottielje was een onderdeel van de Belgische Strijdkrachten die gevestigd waren in Duitsland als gevolg van de Tweede Wereldoorlog.
Het bestond uit riviersnelboten (Patrol Boat River) die in Regensburg in Duitsland werden gebouwd tussen 1952 en 1954.
Hun taak was het patrouilleren op de Rijn tussen de monding en Keulen. Ze hadden hun thuishaven in Niehl. De rivierschepen bewezen in de overstroming van 1953 hun dienst want door hun geringe diepgang konden ze bijna overal worden ingezet. In 1960 werd de flottielje ontbonden en werden de schepen andere taken toegewezen. 4 schepen werden dan ingezet op de Congostroom en de andere werden op de Schelde ingezet.

## Samenstelling
De flottielje bestond uit:
- De P901 Leie, in dienst van 16 september 1953 tot 23 november 1984. Nu gebruikt als schoolschip met rompnummer V901 door het Koninklijke Marine Kadetten Korps van Leuven.
- De P902 Liberation, in dienst vanaf 24 augustus 1954, het commandoschip. Sinds januari 2013 als schoolschip V902 door het Koninklijke Marine Kadetten Korps van Hasselt Leopoldsburg.[3]
- De P903 Meuse, in dienst van 20 augustus 1953 tot 12 juni 1987. Nu in het Koninklijk Museum van het Leger en de Krijgsgeschiedenis te Brussel.
- De P904 Sambre, in dienst van 30 september 1953 tot 23 november 1984. Nu gebruikt als schoolschip K104 door het Koninklijke Marine Kadetten Korps van Brussel.
- De P905 Schelde, in dienst van 2 september 1953 tot 23 november 1984. Nu in het Nationaal Scheepvaartmuseum in Het Steen te Antwerpen.[4]
- De P906 Semois, in dienst van 20 oktober 1953 tot 23 november 1984, ook ingezet op de Congo.
- De P907 Rupel, in dienst van 27 november 1954 tot 3 oktober 1984, ook ingezet op de Congo.
- De P908 Ourthe, in dienst van 27 oktober 1954 tot 3 oktober 1984, ook ingezet op de Congo.
- De P900 Yzer, in dienst van 14 oktober 1953 tot 3 oktober 1984.
- De "Dender", in dienst van 10 november 1954 tot 1964. Dit schip heeft nooit een rompnummer gekregen.

Andere scheepstypes (niet in Regensburg gebouwd):
- De "Ondine", transportboot van personeel en zetel van de Staf.
- De "Zulu", dienstvaartuig dat als passagiersveerboot werd ingezet.
- De "Benga", ingezet op de Congo, nadien ook (even) bij de Rijnflottielje, Amerikaans type. Verkocht in 1954.
- De "Miami", in dienst van 1949 tot 1952, ingezet op de Congo.